# Павильон № 37 «Птицеводство» на ВДНХ
Павильон «Птицеводство» — 37-й павильон ВДНХ, построенный в 1968 году.

## История
Павильон был построен в 1968 году в стиле советского модернизма по проекту архитекторов Владимира Богданова, В. Магидова и М. Леонтьева. Здание одноэтажное, в плане вытянутое и состоит из двух объёмов, несколько смещённых относительно друг друга. Построено из кирпича и частично отделано бетоном, главный фасад решён в виде широкого окна, что обеспечивает высокую освещённость внутри здания. Часть остекления забрана металлической решёткой, на которой расположена надпись «Птицеводство». Перед главным фасадом установлена металлическая колонна с фигурой петуха сверху.
Экспозиция павильона была посвящена зоотехнической науке, её методам, развитию и достижениям в деле увеличения поголовья птицы и её продуктивности. Отдельное внимание было уделено такому явлению, как инкубация: демонстрировался макет инкубаторно-птицеводческой станции. Во вводном зале размещались стенды на птицеводческую тематику, выполненные в форме яиц, а в крыле павильона находилась натурная экспозиция, включавшая в себя застеклённые вольеры с птицами. Экспозиция была упразднена во второй половине 2000-х гг, в настоящее время павильон не действует.